# Hovedserien 1958/1959
Hovedserien 1958/1959 var Norges högsta division i fotboll säsongen 1958/1959 och löpte från juli 1958 till juni 1959. Lagen var uppdelade i två grupper, med åtta lag i varje. Fredrikstad vann Grupp A, och Lillestrøm Grupp B. Gruppvinnarna spelade final, med två matcher. I finalen blev det först oavgjort, 2–2, efter extraomgång den 21 juni 1959. Lillestrøm vann omspelsmatchen mot Fredrikstad 4–1, som spelades den 5 augusti 1959.

## Grupp A
S: Spelade matcher, V: Vinster, O: Oavgjort, F: Förluster, +: Gjorda mål, -: Insläppta mål, P: Poäng
|   |               | S  | V | O | F | +  | -   | P  |
| - | ------------- | -- | - | - | - | -- | --- | -- |
| 1 | Fredrikstad   | 14 | 8 | 6 | 0 | 34 | -14 | 22 |
| 2 | Eik           | 14 | 7 | 4 | 3 | 26 | -15 | 18 |
| 3 | Viking        | 14 | 7 | 3 | 4 | 25 | -17 | 17 |
| 4 | Sandefjord BK | 14 | 4 | 4 | 6 | 19 | -21 | 12 |
| 5 | Brann         | 14 | 5 | 2 | 7 | 21 | -27 | 12 |
| 6 | Greåker       | 14 | 4 | 4 | 6 | 19 | -25 | 12 |
| 7 | Asker         | 14 | 3 | 5 | 6 | 18 | -19 | 11 |
| 8 | Årstad        | 14 | 3 | 2 | 9 | 12 | -36 | 8  |

## Grupp B
|   |             | S  | V | O | F  | +  | -   | P  |
| - | ----------- | -- | - | - | -- | -- | --- | -- |
| 1 | Lillestrøm  | 14 | 9 | 1 | 4  | 36 | -25 | 19 |
| 2 | Larvik Turn | 14 | 5 | 6 | 3  | 38 | -25 | 16 |
| 3 | Strømmen    | 14 | 5 | 6 | 3  | 27 | -26 | 16 |
| 4 | Skeid       | 14 | 6 | 3 | 5  | 28 | -18 | 15 |
| 5 | Raufoss     | 14 | 5 | 5 | 4  | 24 | -19 | 13 |
| 6 | Odd         | 14 | 5 | 3 | 6  | 23 | -29 | 13 |
| 7 | Freidig     | 14 | 5 | 2 | 7  | 34 | -38 | 12 |
| 8 | Kapp        | 14 | 2 | 2 | 10 | 19 | -55 | 6  |

## Finaler

### Ullevål21 juni1959: Fredrikstad - Lillestrøm 2–2 e.e.o
Mål : 1-0 (4.) Per Kristoffersen, 2-0 (13.) Selvnål, 2-1 (18. str.) Per Sæther, 2-2 (59.) Oddvar Richardsen

Publik : 14149

Domare : Georg Dragvoll, Brage

Fredrikstad: Per Mosgaard, Jan Hermansen, Åge Spydevold, Roar Johansen, Reidar Kristiansen, Rolf Olsen, Willy Olsen, Tore Nilsen, Per Kristoffersen, Henry Johannessen, Rolf Borgersen

Lillestrøm : Jann Samstad, Kjell Aspelien, Trond Willadsen, Rolf Wahl, Ivar Christiansen, Svein Bergersen, Ivar Hansen, Hans Nylund, Oddvar Richardsen, Gunnar Arnesen, Per Sæther

### Omspel
- 5 augusti 1959: Fredrikstad - Lillestrøm 1–4